# فیل‌پشه
فیل‌پشه (نام علمی: Toxorhynchites)، یا پشه‌خوار، سرده‌ای از پشه‌های روزگرد و اغلب نسبتاً رنگارنگ است که در سراسر جهان بین ۳۵ درجه شمالی و ۳۵ درجه جنوبی یافت می‌شود. بیشتر گونه‌ها در جنگل‌ها وجود دارند. این پشه شامل بزرگ‌ترین گونه شناخته شده پشه است که تا ۱۸ میلی‌متر طول و ۲۴ میلی‌متر طول بال دارد. این یکی از انواع پشه‌هایی است که خون‌خوار نیست. بزرگسالان از مواد غنی از کربوهیدرات، مانند عسلک، یا شیره و آب گیاهان آسیب دیده، زباله، میوه و شهد استفاده می‌کنند.
جفت‌گیری در هوا، نرها و ماده‌ها ضربان بال خود را با یک فرکانس همگام می‌کنند. تخم‌ها با پرتاب کردن آنها بر روی سطوح آب در حالی که معلق هستند، رسوب می‌کنند. رنگ آنها سفید یا زرد است و بسته به دما، دوره کمون ۴۰ تا ۶۰ ساعت است. هر چه پشه ماده مسن‌تر باشد، احتمال سلامت تخم‌ها کمتر می‌شود.
برخلاف گونه‌های خون‌مکنده پشه‌ها، لارو آنها لارو دیگر پشه‌ها و طعمه‌های شناگر مشابه را شکار می‌کنند و فیل‌پشه‌ها را برای انسان مفید می‌سازند. با زندگی بر روی این رژیم غذایی غنی از پروتئین و چربی، آنها نیازی به‌خطر انداختن جان خود با مکیدن خون در بزرگسالی ندارند، زیرا قبلاً مواد لازم برای اووژنز و ویتولوژنز (Vitellogenesis) را جمع‌آوری کرده‌اند. لاروهای یک گونه جنگلی، فیل‌پشه درخشان (Toxorhynchites splendens)، لارو گونه‌های دیگر پشه که در شکاف درختان یافت می‌شوند، به ویژه آئدس مصری را مصرف می‌کنند.
دانشمندان محیط زیست پیشنهاد کرده‌اند که فیل‌پشه‌های به مناطق خارج از محدوده طبیعی خود برای مبارزه با تب دنگی معرفی شوند. این به صورت تاریخی انجام شده است، اما اشتباهاتی رخ داده است. برای مثال، زمانی که دانشمندان قصد معرفی فیل‌پشه درخشان را به مناطق جدید داشتند، در واقع فیل‌پشه امبوین (Toxorhynchites amboinensis) را معرفی کردند. همچنین یک گونه منقرض شده فیل‌پشه مکزیکی (Toxorhynchites mexicanus) از کهربای مکزیکی (Mexican amber) قدیمی میوسن شناخته شده است.

## گونه‌ها
گونه فیل‌پشه به ۴ زیرگونه تقسیم می‌شود و شامل ۹۰ گونه است که شامل ۱ گونه منقرض شده نیز می‌شود:
- Toxorhynchites bambusicola Lutz and Neiva, 1913
- Toxorhynchites brevipalpis Theobald, 1991
- Toxorhynchites christophi Portschinsky, 1884
- Toxorhynchites grandiosus Williston, 1900
- Toxorhynchites guadeloupensis Dyar and Knab, 1906
- Toxorhynchites haemorrhoidalis Fabricius, 1787
- Toxorhynchites hexacis Martini, 1901
- Toxorhynchites mariae Bourroul, 1904
- Toxorhynchites minimus (Theobald, 1905)
- Toxorhynchites moctezuma Dyar and Knab, 1906
- Toxorhynchites portoricensis Roeder, 1885[۸]
- Toxorhynchites purpureus Theobald, 1901
- Toxorhynchites pusillus Lima, 1931
- Toxorhynchites rajah Tsukamoto, 1986
- Toxorhynchites rutilus Coquillett, 1896
- Toxorhynchites solstitialis Lutz, 1904
- Toxorhynchites speciosus Skuse, 1889
- Toxorhynchites splendens Wiedemann
- Toxorhynchites theobaldi Dyar and Knab, 1906
- Toxorhynchites trichopygus Wiedemann, 1828
- Toxorhynchites violaceus Wiedemann, 1821
- Toxorhynchites inornatus (Walker, 1865)
- Toxorhynchites acaudatus (Leicester, 1908)
- Toxorhynchites aurifluus (Edwards, 1921)
- Toxorhynchites bickleyi Thurman, 1959
- Toxorhynchites funestus (Leicester, 1908)
- Toxorhynchites gigantulus Dyar & Shannon, 1925
- Toxorhynchites gravelyi (Edwards, 1921)
- Toxorhynchites klossi (Edwards, 1921)
- Toxorhynchites leicesteri Theobald, 1904
- Toxorhynchites magnificus (Leicester, 1908)
- Toxorhynchites manopi Thurman, 1959
- Toxorhynchites metallicus Leicester, 1904
- Toxorhynchites nigripes (Edwards, 1935)
- Toxorhynchites amboinensis (Doleschall, 1857)
- Toxorhynchites kamoisi (van Someren, 1946)
- Toxorhynchites moctezuma (Dyar and Knab, 1906)
- Toxorhynchites longgianeolata (Farghal, 1983)
- Toxorhynchites lewisi Ribeiro, 1991
- Toxorhynchites madagascarensis Ribeiro, 2004
- Toxorhynchites manicatus (Edwards, 1921)
- Toxorhynchites nairobiensi (van Someren, 1946)
- Toxorhynchites nepenthicola Steffan and Evenhuis, 1982
- Toxorhynchites nigeriensis Ribeiro, 2005
- Toxorhynchites okinawensis Toma, Miyagi and Tanaka, 1990
- Toxorhynchites pauliani (Doucet, 1951)
- Toxorhynchites phytophagus Theobald, 1909
- Toxorhynchites pendleburyi (Edwards, 1930)
- Toxorhynchites ramalingami Evenhuis and Steffan, 1986
- Toxorhynchites rickenbachi Ribeiro, 1991
- Toxorhynchites raris (Leicester, 1908)
- Toxorhynchites rizzoi (de Deus Palma and Galvão, 1969)
- Toxorhynchites rodhaini Ribeiro, 1991
- Toxorhynchites ruwenzori (van Someren, 1948)
- Toxorhynchites sumatranus (Brug, 1939)
- Toxorhynchites tyagii Krishnamoorthy et al. , 2013
- Toxorhynchites wolfsi Ribeiro, 2005
- Toxorhynchites angustiplatus Evenhuis and Steffan, 1986
- Toxorhynchites edwardsi (Barraud, 1924)
- Toxorhynchites erythrurus (Edwards, 1941)
- Toxorhynchites evansae (Edwards, 1936)
- Toxorhynchites fontenillei Ribeiro, 2004
- Toxorhynchites gerbergi Belkin, 1977
- Toxorhynchites guadeloupensis (Dyar and Knab, 1906)
- Toxorhynchites grjebinei Ribeiro, 2004
- Toxorhynchites hypoptes (Knab, 1907)
- Toxorhynchites indicus Evenhuis and Steffan, 1986
- Toxorhynchites helenae Ribeiro, 1992
- Toxorhynchites cavalierii García and Casal
- Toxorhynchites coeruleus (Brug, 1934)
- Toxorhynchites darjeelingensis Tyagi, Munirathinam, Krishnamoorthy et al. , 2015
- Toxorhynchites catharinensis (da Costa Lima, Guitoon and Ferreira, 1962)
- Toxorhynchites capelai Ribeiro, 1992
- Toxorhynchites camaronis Ribeiro, 1991
- Toxorhynchites brunhesi Ribeiro, 2004
- Toxorhynchites bengalensis Rosenberg and Evenhuis, 1985
- Toxorhynchites ater (Daniels, 1908)
- Toxorhynchites aeneus (Evans, 1926)
- Toxorhynchites albipes (Edwards, 1922)
- Toxorhynchites dundo Ribeiro, 1991
- Toxorhynchites lutescens (Theobald, 1901)
- Toxorhynchites macaensis Ribeiro, 1997
- Toxorhynchites macaensis Ribeiro, 1997
- Toxorhynchites zairensis Ribeiro, 2005
- Toxorhynchites virdibasis (Edwards, 1935)
- Toxorhynchites kempi (Edwards, 1921)
- Toxorhynchites quasiferox (Leicester, 1908)
- Toxorhynchites lemuriae Ribeiro, 2004
- Toxorhynchites nepenthis (Dyar and Shannon, 1925)
- Toxorhynchites angolensis Ribeiro, 1992
- Toxorhynchites mexicanus Zavortink & Poinar, 2008 †